# Sphingius caniceps
Sphingius caniceps är en spindelart som beskrevs av Simon 1906. Sphingius caniceps ingår i släktet Sphingius och familjen månspindlar. Inga underarter finns listade i Catalogue of Life.